# Philippe Donnet
Philippe Donnet (nasceu a 26 de julho de 1960 em Suresnes, França) é um administrador de empresas francês; também tem nacionalidade italiana. Desde março de 2016, é o CEO da Assicurazioni Generali.

## Educação
Donnet estudou na École Polytechnique entre 1980 e 1983, ano em que obteve a licenciatura em Engenharia; na faculdade, conheceu Claude Bébéar, o fundador da AXA, que se tornaria seu mentor. Em 1986 qualificou-se como atuário e em 1991 tornou-se agrégé no Institut des Actuaries francês.

## Carreira

### Início da carreira
Donnet começou a sua carreira nos seguros, em 1985, na AXA, onde desempenhou vários cargos até ser nomeado Vice Diretor Executivo do AXA Conseil em 1997.
Em 1999, foi nomeado CEO da AXA Assicurazioni na Itália e em 2001 CEO Regional para a região do Mediterrâneo, Médio Oriente, América Latina e Canadá. Em 2002, também foi escolhido como Presidente e CEO da AXA Re e Presidente da AXA Corporate Solutions. Em 2003, foi nomeado CEO da AXA Japão, onde teve de gerir com um contexto económico caraterizado por juros extremamente baixos; em 2006 aceitou o cargo de CEO para toda a região da Ásia-Pacífico.
Em 2007, deixou o setor dos seguros durante seis anos, para assumir o cargo de Diretor Executivo da região Ásia-Pacífico na Wendel Investissement, em Singapura. Em 2010, Donnet fundou a HLD, uma empresa de gestão de investimentos. Em 2008, integrou o Conselho de Administração da Vivendi, do qual fez parte até 2016.

### Carreira na Generali
Donnet juntou-se ao Grupo Generali em 2013 como country manager para a Itália e CEO da Generali Italia. Foi responsável pela integração de cinco marcas do Grupo (Generali, Ina Assitalia, Toro, Lloyd Italico e Augusta). No mesmo período, desde fevereiro de 2015 e durante três anos, foi Presidente da MIB School of Management em Trieste.
Após a sua nomeação como CEO do Grupo Generali, a 17 de março de 2016, os resultados do Grupo melhoraram significativamente entre 2016 e 2021: o resultado operacional cresceu de 4,8 mil milhões para 5,9 mil milhões de euros (o melhor resultado operacional de sempre), o resultado líquido atingiu 2,8 mil milhões de euros comparativamente com 2 mil milhões de euros, a dívida caiu de 13,1 mil milhões de euros para 9,6 mil milhões de euros, e o Rácio de Solvência aumentou de 175% para 227%. Sob a sua orientação, a Generali renovou os seus laços com a cidade de Veneza, participando no arranjo dos Jardins Reais (2019), restaurando as Procuratie Vecchie (que reabriram ao público em 2022) e participando na fundação da associação "Venice, world sustainability capital”.
Em maio de 2016, Donnet foi nomeado Presidente do Conselho de Administração da Generali Italia, cargo que manteve até agosto de 2022.
Em 2022, o conselho de administração cessante da Generali apresentou Donnet para um terceiro mandato como CEO. No dia 29 de abril de 2022, Donnet foi reconfirmado como CEO do Grupo Generali, com a maioria dos votos da Assembleia Geral de Acionistas a favor da sua recondução.

## Outras atividades
- Associazione Nazionale fra le Imprese Assicuratrici da Itália (ANIA), Vice-Presidente (2016-2017)[28][29]
- Apoiou a criação do The Human Safety Net, a iniciativa da Generali para ajudar famílias vulneráveis e para a integração de refugiados através do trabalho e do empreendedorismo; é membro do Conselho de Administração (desde 2017)[30]
- Insurance Development Forum (IDF), membro do Steering Committee (desde 2022)[31]
- Domaine national de Chambord, membro do Conselho de Administração (desde julho de 2023)[32]
- Pan-European Insurance Forum (PEIF), Chair (desde outubro de 2024)[33]

## Vida pessoal
Donnet foi jogador de rugby e está entre os principais produtores de barris de madeira da França.
Tem uma forte ligação à cidade de Veneza, onde escolheu morar; no dia 23 de abril de 2021, o presidente da câmara da cidade Luigi Brugnaro concedeu-lhe a nacionalidade italiana.
É adepto do ciclismo e do ténis, e tem três filhos.

## Prémios e condecorações
- Cavaleiro da Ordem Nacional do Mérito de França (2006)[37][38]
- Cavaleiro da Ordem Nacional da Legião de Honra de França (2016)[39]
- Cavaleiro da Ordem do Mérito do Trabalho (2021)[40]

### Outros prémios
- Em 2022[41], 2023[42] e 2024[43] foi nomeado "Melhor CEO" do setor dos seguros no ranking de investidores institucionais do All-Europe Executive Team
- Em 2023
  - a Foreign Policy Association atribuiu-lhe o "Corporate Social Responsibility Award"[44]
  - a Fondazione Premio Galileo 2000 atribuiu-lhe o "Premio Galileo 2000 per l'Impresa"[45][46]